# Evergreen Cooperatives
Evergreen Cooperatives – połączona grupa spółdzielni robotniczych w Cleveland w USA. Jest ona zaangażowana w tworzenie lokalnych, zrównoważonych, ekologicznych, demokratycznych oraz należących do pracowników miejsc pracy, a także w rozwój gospodarczy społeczności.

## Historia

### Tło
Duża część idei kontroli pracowników powstała w wyniku prac Hough Area Development Cooperation i Kongresu Projektu Miasta Równości Rasowej w Cleveland w Ohio. Począwszy od 1967 obie organizacje tworzyły spółdzielnie pracownicze i przedsiębiorstwa komunalne dla mieszkańców okolic. Podobne okoliczności pojawiły się w takich miejscach jak Youngstown w Ohio w 1977, kiedy to firma Youngstown Sheet and Tube nagle zamknęła i zwolniła 5 tys. pracowników. Starając się powstrzymać te zwolnienia, robotnicy i miasto próbowali kupić hutę i sami ją kontrolować. Choć wysiłek ten nie powiódł się, to jednak zapoczątkowało ideę samozarządzania pracowniczego.
Inicjatywa Evergreen została utworzona w 2008 przez Fundację Cleveland, rząd miasta Cleveland, The Democracy Collaborative na Uniwersytecie w Maryland w College Park oraz Ohio Employee Ownership Center na Uniwersytecie Stanowym Kent, we współpracy z najważniejszymi instytucjami „pobocznymi” w Cleveland, takimi jak Case Western Reserve University, Klinika Cleveland i Szpitale Uniwersyteckie. W listopadzie 2010 Evergreen Cooperatives składały się z Evergreen Cooperative Laundry, Ohio Cooperative Solar, Green City Growers Cooperative oraz Neighborhood Voice.

### Samozarządzanie pracownicze
Evergreen jest jednym z wielu systemów spółdzielni robotniczych, które są pionierami alternatywnego modelu biznesowego w Stanach Zjednoczonych, opartego na cieszącej się dużym powodzeniem Mondragon Corporation w Kraju Basków w Hiszpanii. Systemy te podkreślają sieciowy aspekt systemu Mondragon - połączonej grupy półautonomicznych przedsiębiorstw, z których każde jest własnością i jest kontrolowane przez swoich pracowników, ale stanowi część wzajemnie wspierającego się, robotniczego i kontrolowanego przez pracowników stowarzyszenia - w przeciwieństwie do mniejszych, bardziej rozdrobnionych spółdzielni robotniczych, które istnieją w Stanach Zjednoczonych od wielu lat.

## Evergreen Cooperative Laundry
Evergreen Cooperative Laundry (ECL) jest pralnią przemysłową obsługującą lokalne szpitale, hotele i inne instytucje. ECL była finansowana z 5,8 mln USD: 1,5 mln USD z Departamentu Mieszkalnictwa i Rozwoju Miast i Miasta Cleveland, 1,8 mln USD z tytułu ulg podatkowych na nowych rynkach, 750.000 USD z Fundacji Cleveland oraz 1,5 mln USD z dwóch banków. Działa ona z wydajnością 45 tysięcy ton prześcieradeł i ręczników rocznie, co stanowi 4% lokalnego rynku. Według niektórych źródeł pralnia może wydać do 90 tysięcy ton rocznie. Jej klientami są dwa duże domy opieki w okolicy - Judson Retirement i McGregor Homes. Budynek pralni z certyfikatem LEED wykorzystuje najnowsze energooszczędne urządzenia:
- Oszczędza 35% energii dzięki ogrzewaniu czystej wody ciepłem pochodzącym ze zużytej wody[10][11].
- Eliminuje odpady niebezpieczne dzięki zastosowaniu środków chemicznych zatwierdzonych przez EPA.

Pralnia zatrudniła 50 osób z perspektywą zatrudnienia do końca roku kolejnych 35 osób. Pracownicy przeszli szkolenie techniczne w miejscu pracy i pracowali w Towards Employment, organizacji zajmującej się gotowością pracowników, która koncentruje się na pomocy grupom społecznym zazwyczaj mającym trudności z przejściem do pracy zarobkowej (np. osoby wychodzące z opieki społecznej lub z więzienia).

## Ohio Cooperative Solar
Ohio Cooperative Solar (OCS), członek partnerski Evergreen Cooperatives, zatrudnia mieszkańców okolicy, aby pomóc lokalnym instytucjom w zazielenieniu się, wykorzystując energię słoneczną i techniki docieplania w celu poprawy ich efektywności energetycznej. OCS posiada i instaluje fotowoltaiczne panele słoneczne w budynkach instytucjonalnych, rządowych i komercyjnych na terenie Cleveland oraz realizuje projekty docieplania mieszkań o niskich dochodach poza sezonem słonecznym. OCS jest w całości własnością pracowniczą obywateli, którzy „napotykają na bariery w zatrudnieniu”. OCS został uruchomiony w październiku 2009 i w ciągu pierwszych pięciu miesięcy działalności był rentowny. Do kwietnia 2010 OCS zatrudniał czternaście osób.
Lista klientów OCS obejmuje duże instytucje Cleveland, takie jak Klinika Cleveland, Szpitale Uniwersyteckie, Case Western Reserve University, Miasto Cleveland i Sieć Mieszkaniowa Cleveland. W niektórych przypadkach, klient kupuje panele słoneczne od OCS i wynajmuje firmę do ich instalacji. W ramach tego scenariusza klient jest następnie odpowiedzialny za utrzymanie systemu i aranżację kredytów z lokalnym przedsiębiorstwem użyteczności publicznej, ubezpieczenie i podatki. W odpowiedzi, OCS będzie właścicielem instalacji słonecznej, będzie odpowiedzialna za wszystkie uzgodnienia i będzie sprzedawać energię elektryczną po wynegocjowanej cenie klientowi. Jest to układ, który OCS zawarł z większością swoich klientów; oczekuje się, że w ramach projektu powstanie w niedalekiej przyszłości około 20 nowych, pełnoetatowych miejsc pracy dla operatorów maszyn i instalatorów w dzielnicach znajdujących się w niekorzystnej sytuacji ekonomicznej.
Ustawodawstwo (Ustawa Senacka 221) przyjęta w prawie stanowym Ohio przewiduje, że do 2025 przedsiębiorstwa użyteczności publicznej będą dostarczać co najmniej 25% energii elektrycznej z alternatywnych źródeł energii, w tym co najmniej połowę z energii słonecznej. Obecna roczna produkcja państwa wynosi dwa megawaty. Aby pomóc Ohio w wypełnieniu tego mandatu legislacyjnego, dyrektor techniczny OCS, Erika Weliczko, zapowiedziała, że spółka będzie się starała „ukierunkować na kilka megawatów w ciągu najbliższych kilku lat… Na polecenie czegoś, czego nie było w Ohio do tej pory”. W ciągu najbliższych trzech lat OCS planuje zatrudnić 50-100 pracowników-właścicieli, którzy będą instalować i konserwować panele słoneczne niezbędne do realizacji nowego mandatu państwowego.
Kiedy nie skupiają się na panelach słonecznych, pracownicy OCS pracują w ramach całorocznego programu meteorologicznego skoncentrowanego na gospodarstwach domowych w całym Cleveland. Według Caseya Gillfeathera, dyrektora operacyjnego OCS, proces docieplania obejmuje izolację ścian zewnętrznych, owinięcie zbiornika ciepłej wody, zainstalowanie energooszczędnego odpowietrznika suszarni, docieplanie piwnicy i izolację poddasza w celu zmniejszenia zużycia energii w domu o jedną trzecią.

## Green City Growers Cooperative
Green City Growers Cooperative (GCGC) została utworzona w 2008 jako całoroczna szklarnia hydroponiczna do produkcji żywności, będąca w całości własnością pracowników i dostarczająca świeże produkty sprzedawcom detalicznym i hurtowym w Cleveland oraz okolicach. Projekt jest w fazie rozwoju, a szczegóły finansowania i projektowania są obecnie określane. Alayne Reitman, która była pomysłodawczynią GCGC i jest teraz dyrektorem generalnym projektu mówiła o projekcie: „Mówimy o 5,5-akrowej szklarni, która będzie produkować około 5-6 milionów głów sałaty rocznie i kolejne 136 ton ziół rocznie”. Nawet w najbiedniejszych dzielnicach Cleveland ludzie wydają około 1000 dolarów rocznie na jedzenie. Growers Cooperative ma na celu zatrzymanie części tych wydatków poprzez zapewnienie zdrowych, lokalnych opcji.
Do 2010 zespół realizujący projekt rozpoczął wstępne badanie, jakie uprawy potencjalni klienci chcieliby produkować, opracował biznesplan, w którym zaproponował zatrudnienie ponad 40 pracowników, określił „zielone” źródła energii oraz złożył wniosek i otrzymał pakiet grantowo-pożyczkowy HUD, który umożliwił rekultywację terenów poprzemysłowych i zagospodarowanie przyszłego obiektu. Do 2010 otrzymano 10 mln USD w postaci pożyczek i dotacji federalnych. Na tym etapie Growers Cooperative zamierzała sfinalizować swoje projekty i skonsolidować dziesięć akrów ziemi pod nowe obiekty, które obejmowałyby szklarnię o powierzchni 21.000 m², budynek do pakowania, biura i zaawansowane obiekty energetyczne. Przewidywano, że szklarnia GCGC „prawie na pewno stanie się największą miejską szklarnią produkującą żywność w kraju”.
Do 2012 została otwarta szklarnia Green City Growers. Szybszy cykl wzrostu osiągnięto w hydroponice, tzn. unoszenie produktu na płytkich basenach wody wzbogaconej w składniki odżywcze. Dzięki starannej kontroli środowiska i zastosowaniu oświetlenia w okresie zimowym, przez cały dwunastomiesięczny cykl utrzymywana jest jednolita uprawa.

## Neighborhood Voice
The Greater University Circle Neighborhood Voice jest darmową, studencką i prowadzoną przez studentów gazetą oraz internetowym źródłem wiadomości obejmującym współpracę pracowników w Cleveland i inne kwestie istotne dla mieszkańców Buckeye-Shaker, Central, East Cleveland, Fairfax, Glenville, Hough, Little Ital i University Circle.